# 安定区 (定西市)
安定区（あんてい-く）は中華人民共和国甘粛省定西市に位置する市轄区。定西区の政治・経済の中心地である。区人民政府の所在地は永定路街道公園路一号。

## 地理
安定区は東経104度12分から105度01分、北緯35度17分から6度02分に位置する。

## 行政区画
3街道、12鎮、7郷を管轄する：
- 街道弁事処：中華路街道、永定路街道、福台路街道
- 鎮：鳳翔鎮、内官営鎮、巉口鎮、称鉤駅鎮、魯家溝鎮、西鞏駅鎮、寧遠鎮、李家堡鎮、団結鎮、香泉鎮、符家川鎮、葛家岔鎮
- 郷：白碌郷、石峡湾郷、新集郷、青嵐山郷、高峰郷、石泉郷、杏園郷

## 交通

### 鉄道
- 中国鉄路総公司
  - 徐蘭旅客専用線

（蘭州方面）- 定西北駅 -（西安方面）
  - 隴海線

（蘭州方面）- 李家坪駅 - 紅荘駅 - 梁家坪駅 - 巉口駅 - 定西駅 - 景家店駅 - 唐家堡駅 - 寒水岔駅 -（西安方面）

### 道路
- 高速道路
  - 青蘭高速道路
  - 連霍高速道路
- 国道
  - G309国道
  - G312国道